# Evangelische Kapelle Sassenhausen

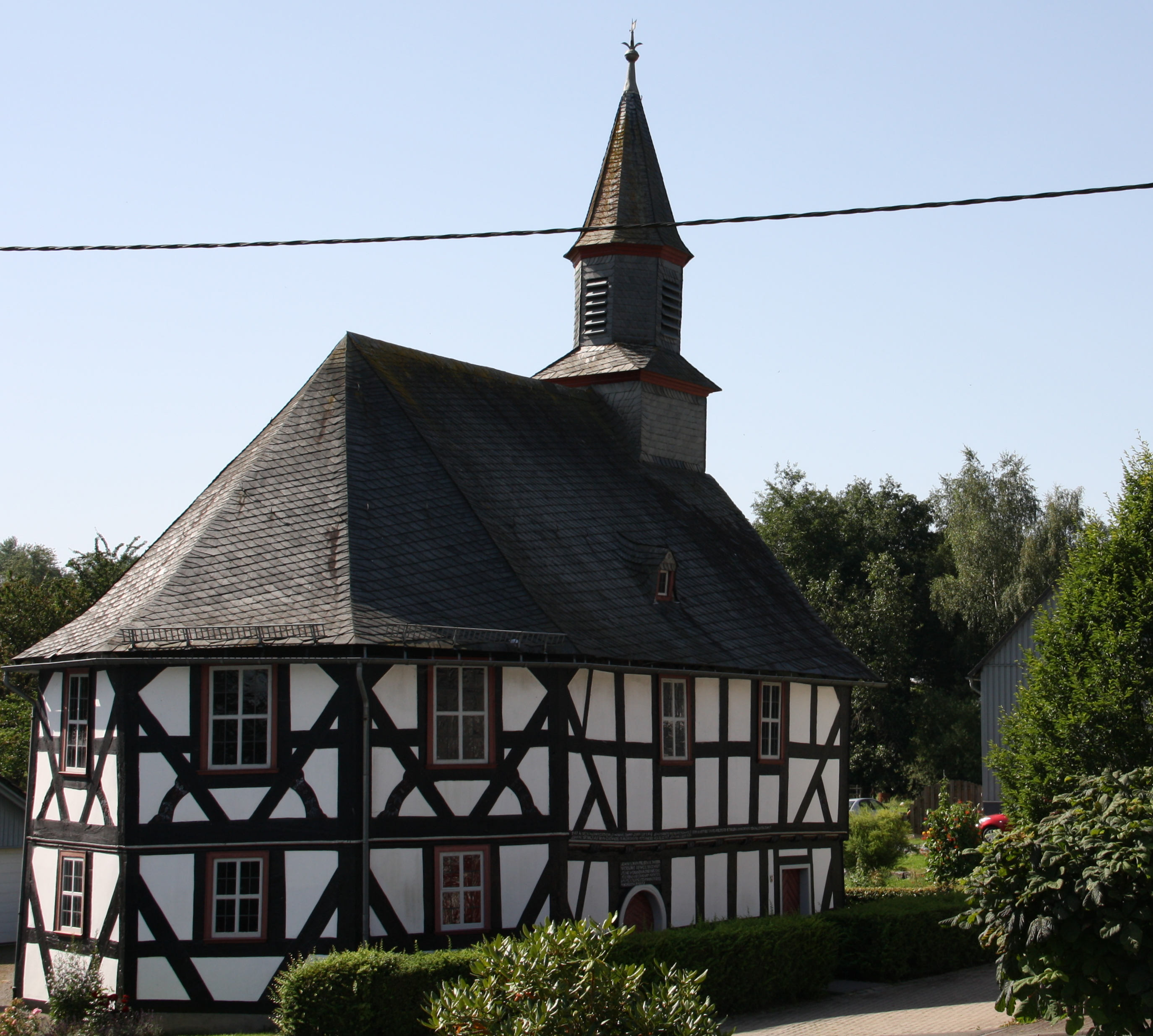
Evangelische Kapelle in Sassenhausen

Die evangelische Kapelle ist ein denkmalgeschütztes barockes Kirchengebäude in Sassenhausen, einem Stadtteil von Bad Berleburg, im Kreis Siegen-Wittgenstein, in Nordrhein-Westfalen. Sie wurde 1703/05 durch den Zimmermeister Mannus Riedesel errichtet.

## Geschichte und Architektur
Das Gebäude ist ein kleiner Fachwerkbau mit reich beschnitztem Balkenwerk. Es hat einen vierseitigen Schluss. Der Dachreiter ist verschiefert. Nach der Inschrift über der Tür wurde die Kapelle 1703 durch den Zimmermann Mannus Ritessel errichtet. Von diesem stammt auch die Ausstattung. Allerdings kommt nach Sichtung von Akten und Dokumenten wohl eher das Baujahr 1705 in Frage. Es sind zwei Vorgängerkapellen belegt. Die erste wurde 1585 erwähnt und 1590 durch eine andere ersetzt, die dann Anfang des 18. Jahrhunderts baufällig und abgerissen wurde. Die heutige Kapelle ist einschiffig, mit einer nach Osten angedeuteter Apsis, ein Chor ist nicht erkennbar.
Der Bau ist ein Beispiel für die im Siegerland gebräuchliche Schulkapelle, bei der Schule und Kirche unter einem Dach vereint waren. Ein Teil des Innenraumes wurde durch eine Wand abgetrennt und der so entstandene Raum diente als Schulraum.
Dieser ehemalige Schulraum befindet sich unter der hinteren Empore.

## Ausstattung
- Kanzel aus der Erbauungszeit der Kapelle
- 1903 erhielt die Kapelle eine Glocke als Geschenk von Kaiser Wilhelm II.
- Harmonium vom Anfang des 20. Jahrhunderts